# Guillaume Crespin
Guillaume Crespin (Château-Gontier, 1365 circa – Tarascona, 25 giugno 1440) è stato un ufficiale francese.

## Biografia
Guillaume Crespin, della città di Château-Gontier, fu capitano del Castello di Tarascona sotto Luigi III d'Angiò e poi sotto Renato d'Angiò. Era governatore militare per conto del Re e si faceva chiamare "Castellano reale". Egli vegliava sulla sicurezza del Castello di Tarascona e ne comandava la guarnigione ordinaria, senza avere però alcuna giurisdizione sulla città di Tarascona, sempre governata dai suoi consoli
 (Tarascona era governata dai suoi consoli da quando re Clodoveo I aveva decretato, dopo aver ottenuto una guarigione che egli era venuto a chiedere sulla tomba di Santa Marta, che la città e la sua chiesa non dovevano essere sottomesse ad alcuna autorità esterna). 

La sua tomba si trova all'ingresso della cripta della chiesa di Santa Marta a Tarascona.